# NGC 6039
NGC 6039 هي مجرة تتبع كوكبة الجاثي. اكتشفها إدوارد ستيفان في 27 يونيو 1870.

## روابط خارجية
- NGC 6039 على موقع ويكي سكاي: DSS2, SDSS, GALEX, IRAS, Hydrogen α, X-Ray, Astrophoto, Sky Map, Articles and images